# جزيرة رانتاوان كيليلينغ
جزيرة رانتاوان كيليلينغ وهي جزيرة من جزر إندونيسيا، وتتبع مدينة بنجرماسين في إقليم كليمنتان الجنوبية في إندونيسيا.